# Инфламмасома

Схема инфламмасомы NLRP3. Вверху показана доменная структура NLRP3, ASC и прокаспазы 1, ниже проиллюстрирована сборка инфламмасомы при взаимодействии NLRP3 с лигандом

Инфламмасо́ма (англ. inflammasome от англ. inflammation — воспаление) — многобелковый олигомерный комплекс, отвечающий за активацию воспалительного ответа. Инфламмасома способствует созреванию и секреции провоспалительных цитокинов интерлейкина-1β (IL-1β) и интерлейкина 18 (IL-18). Секреция этих цитокинов вызывает пироптоз — особый вид программируемой клеточной гибели. Нарушения в функционировании инфламмасом приводят к разнообразным болезням.
Инфламмасомы образуются в миелоидных клетках и являются частью врождённого иммунитета. В состав инфламмасомы могут входить такие белки, как каспаза 1, PYCARD, NLRP и иногда каспаза 5 (также известная как каспаза 11 или ICH-3). В некоторых случаях инфламмасомы сформированы рецепторами, содержащими нуклеотид-связывающий олигомеризационный домен и повторы, богатые лейцином (англ. nucleotide-binding oligomerization domain and leucine-rich repeat-containing receptors, NLRs) и AIM2-подобные рецепторы (англ. AIM2-like receptors, ALRs). Состав конкретной инфламмасомы зависит от активатора, который запустил её образование. Так, состав инфламмасом, формирование которых активировала двуцепочечная РНК (дцРНК), отличается от такового у инфламмасом, сформированных под действием асбеста.

## История изучения
Инфламмасомы были описаны исследовательской группой под руководством Юрга Чоппа в 2002 году в Университете Лозанны. Исследователи смогли точно установить роль инфламмасом в развитии таких заболеваний, как подагра и сахарный диабет 2-го типа. Они обнаружили, что формирование инфламмасом могут запустить разнообразные сигналы опасности: вирусная ДНК, мурамилдипептид, асбест и кремний. Они также установили связь между метаболическим синдромом и инфламмасомами вида NLRP3. Когда они изучали NLRP3, то им удалось показать, что, когда инфламмасомы NLRP3 подавлены, то проявляется иммуносупрессивный эффект интерферона I типа. Наконец, группа Чоппа запустила исследования и поиск лечения для многих заболеваний, связанных с инфламмасомами.

## Функции
Один из первых защитных механизмов, включающихся при инфекции, — это врождённый иммунитет, а именно, рецепторы опознавания паттерна, которые распознают особые молекулы (паттерны) на поверхности патогенов. Рецепторы опознавания паттерна могут располагаться как на мембранах клеток, как Toll-подобные рецепторы (TLRs) и рецепторы лектинов C-типа (CLRs), так и в цитоплазме, как Nod-подобные рецепторы (NLRs) и RIG-I-подобные рецепторы (RLRs). В 2002 году Юрг Чопп и его коллеги впервые сообщили, что подвид NLRs, известный как NLRP1, могут олигомеризоваться и собираться в комплекс, который активирует каскад каспазы 1, приводящий, в конце концов, к образованию провоспалительных цитокинов, особенно IL-1β и IL-18. Комплекс, формируемый NLRP1, был назван инфламмасомой. Впоследствии были описаны другие виды инфламмасом, такие как NLRP3 и NLRC4. В 2009 году было описано новое семейство инфламмасом, содержащих белок AIM2, которые активируются в ответ на появление в цитоплазме клетки чужеродной двуцепочечной ДНК (дцДНК).

## Воспалительный каскад
Подобно апоптосоме, запускающей гибель клетки по пути апоптоза, инфламмасома запускает воспалительный сигнальный каскад, приводящий к пироптозу — другой форме программируемой клеточной гибели. Активная инфламмасома связывается с прокаспазой-1 (предшественницей каспазы-1) посредством либо собственного домена привлечения и активации каспаз (CARD-домена от англ. caspase activation and recruitment domain) или через CARD-домен адаптерного белка PYCARD, который связывается с инфламмасомой на этапе её формирования. Одна инфламмасома связывается с несколькими молекулами прокаспазы-1 (p45), запуская их автокаталитическое разрезание на две молекулы — p10 и p20. Эти две молекулы формируют гетеродимер, а два гетеродимера, связываясь друг с другом, образуют активную каспазу-1, которая инициирует несколько связанных с воспалением процессов, таких как созревание IL-1β и IL-18 из молекул-предшественников. Эти интерлейкины, в свою очередь, индуцируют секрецию интерферона γ и активируют натуральные киллеры. Далее происходит разрезание и инактивация интерлейкина-33 (IL-33), фрагментация ДНК и формирование пор в клетке, подавление ферментов гликолиза, активация биосинтеза липидов и секреция молекул, способствующих восстановлению тканей, таких как предшественник интерлейкина-1α (IL-1α).
Показано что основной эндогенный продукт перекисного окисления липидов, 4-гидроксиноненаль, напрямую связывается с NLRP3 и ингибирует активацию воспаления вызываемого инфламмасомой NLRP3 независимо от передачи сигналов Nrf2 (Nuclear factor erythroid 2-related factor 2) и NF-κB.

## Нарушения
Нарушения в регуляции инфламмасом связаны с рядом аутоиммунных заболеваний, таких как сахарный диабет 1-го и 2-го типа, воспалительная болезнь кишечника, подагрический артрит, рассеянный склероз, витилиго, а также со многими хроническими воспалительными болезнями. Эти болезни связаны с избыточной или недостаточной секрецией провоспалительных цитокинов, за которую отвечают инфламмасомы.
Депривация сна вызывает нарушение регуляции инфламмасомы NLRP3, которая участвует в регуляции интерлейкина 1-β, что влияет на иммунный ответ организма.